# スローターハウス
スローターハウス (Slaughterhouse) とは、2008年に結成されたヒップホップ・スーパーグループの名称である。
アンダーグランド界で名を馳せてきた、四名の実力派ラッパーが集まって結成。人気ラッパーのジョー・バドゥンが、所属している事で有名。2009年にアルバム『Slaughterhouse』でデビューを飾っている。

## 略歴
- 2009年8月11日、デビューアルバム『Slaughterhouse』をリリース。全米アルバムチャートにて、初登場25位を記録。
- 2011年1月には、エミネムの主宰するシェイディ・レコードへと移籍した。
- 2012年8月28日、2枚目のアルバム『Welcome to: Our House』をリリース。全米アルバムチャートにて、初登場2位を記録した。
- 2014年のエミネム主催レーベル、シェイディ・レコードのコンピレーション・アルバム『ShadyXV』にも参加し、『Y'all Ready Know』が収録されている。

## 公演

### 日本
- 2012年
  - エミネムの『THE RECOVERY JAPAN TOUR 2012』（8月16日、大阪・舞洲スポーツアイランド舞洲特設会場 、17日、東京・千葉マリンスタジアムQVCマリンフィールド）にオープニングアクトとして出演。

## ディスコグラフィー

### アルバム
| 2009                                      | Slaughterhouse        | - 発売日: 2009年8月11日 - レーベル: E1 Music - フォーマット: CD, digital download - 全米売上: 5.4万枚         | 25 | — | —  | —  | —  |  |
| 2012                                      | Welcome to: Our House | - 発売日: 2012年8月28日 - レーベル: Shady, Interscope - フォーマット: CD, digital download - 全米売上: 20万枚 | 2  | 4 | 90 | 76 | 33 |  |
| "—"は未発売またはチャート圏外を意味する。 |                       | |    |   |    |    |    |  |

### 代表曲
- "The One" (2009)
- "Microphone" (2009)
- "Back on the Scene" (2011)
- "Hammer Dance" (2012)

### EP
- Slaughterhouse EP (2011、 E1での最後のリリース作品)